# Hernán Lazo Hilario
Hernán Guillermo Lazo Hilario es un político peruano. 
Participó en las elecciones generales de 1990 y fue elegido diputado por el departamento de Junín por el partido Cambio 90. No pudo completar su periodo por el Autogolpe dado por el presidente Alberto Fujimori el 5 de abril de 1992.
Desde el año 2010 es afiliado al partido Perú Patria Segura, actualmente reside en el estado de Virginia, Estados Unidos.